# Carlos Rodríguez
Carlos Rodríguez Cano (født 2. februar 2001 i Almuñécar) er en professionel cykelrytter fra Spanien, der er på kontrakt hos Ineos Grenadiers.

## Karriere
I 2018 og 2019 blev han spansk juniormester i enkeltstart. Her kørte han for Eolo-Kometa Cycling Teams juniorteam.
Fra 2020-sæsonen skrev han en 4-årig kontrakt med det britiske World Tour-hold Team Ineos. Samtidig skulle han færdiggøre sin uddannelse til ingeniør.